# Camps-Saint-Mathurin-Léobazel
Camps-Saint-Mathurin-Léobazel è un comune francese di 253 abitanti situato nel dipartimento della Corrèze nella regione della Nuova Aquitania.

## Società

### Evoluzione demografica
Abitanti censiti